# 高橋克己 (経済学者)
高橋 克己（たかはし かつみ、1943年10月 - ）は、日本の経済学者、東北学院大学元教授。

## 人物
専門は、金融論、財政学、アメリカ金融史研究。
1967年、東北学院大学経済学部卒業後、東北学院大学大学院経済学研究科を、1972年に単位取得満期退学。取得単位は経済学修士。
2012年9月までは、東北学院大学経済学部経済学科教授（2012年3月に定年退職後、嘱託の教授として継続在籍していた）。現在の主な担当講義は金融論、総合演習。

## 研究テーマ
- アメリカ国法銀行制度成立の意義
- 発券制度、預金通貨
- 研究分野：財政学・金融論（個人研究）1996-

## 所属学会
- 金融学会
- 東北経済学会

## 文献（論文）
- アメリカにおける銀行制度の成立について（東北学院大学論集 経済学 61/, 1972（大学・研究所等紀要））
- アメリカ銀行制度の初期的展開（一）（東北学院大学論集 経済学 62/, 1973（大学・研究所等紀要））
- アメリカ銀行制度の初期的展開（二）（東北学院大学論集 経済学 63/, 1973（大学・研究所等紀要））
- アメリカ銀行制度の初期的展開（三）（東北学院大学論集 経済学 64/, 1974（大学・研究所等紀要））
- アメリカ銀行制度の展開（金融経済 152/, 1975（学術雑誌））
- アメリカにおける初期銀行信用の特質(1)（東北学院大学論集 経済学 81/, 1979（大学・研究所等紀要））
- アメリカにおける初期銀行信用の特質(2)（東北学院大学論集 経済学 82/, 1980（大学・研究所等紀要））
- アメリカにおける手形割引市場の形成について(1)（東北学院大学論集 経済学 83/, 1980（大学・研究所等紀要)
- アメリカにおける手形割引市場の形成について(2)（東北学院大学論集 経済学 84/, 1980）大学・研究所等紀要)
- アメリカにおける初期銀行通貨について(1)（東北学院大学論集 経済学（87-88合併号1-38頁） 1982（大学・研究所等紀要））
- アメリカ初期銀行理論 1820-1860（東北学院大学論集 経済学 97/, 1985（大学・研究所等紀要））
- 資料「アメリカ銀行統計1836-1863」（東北学院大学論集 経済学 96,181-209/, 1984（大学・研究所等紀要））
- アメリカにおける銀行通貨論-1857年恐慌を中心として-（東北学院大学論集 経済学 100,347-367/, 1986（大学・研究所等紀要））
- アメリカ貨幣=信用制度改革の一過程(1)-『1898年インディアナポリス貨幣会議報告書』の紹介と検討を中心として-（東北学院大学論集 経済学 /132, 85-112 1996（大学・研究所等紀要））
- 資料アメリカ貨幣=信用制度改革に関する資料紹介(1)（東北学院大学論集 経済学 /133, 343-377 1996（大学・研究所等紀要））
- 資料アメリカ貨幣=信用制度改革に関する資料紹介(2)（東北学院大学論集 経済学 /134, 303-341 1997（大学・研究所等紀要））
- 資料アメリカ貨幣=信用制度改革に関する資料紹介(3)（東北学院大学論集 経済学 /135, 175-235 1997（大学・研究所等紀要））
- 資料アメリカ貨幣=信用制度改革に関する資料紹介(4)（東北学院大学論集 経済学 /136, 167-210 1997（大学・研究所等紀要））
- 資料アメリカ貨幣=信用制度改革に関する資料紹介(5)（東北学院大学論集 経済学 /137, 169-225 1998（大学・研究所等紀要））
- 資料アメリカ貨幣=信用制度改革に関する資料紹介(6)（東北学院大学論集 経済学 /138, 161-220 1998（大学・研究所等紀要））
- 資料アメリカ貨幣=信用制度改革に関する資料紹介(7)（東北学院大学論集 経済学 /139, 247-289 1998（大学・研究所等紀要））
- 資料アメリカ貨幣=信用制度改革に関する資料紹介(8)（東北学院大学論集 経済学 /140, 251-313 1999（大学・研究所等紀要））
- 資料アメリカ貨幣=信用制度改革に関する資料紹介(9)（東北学院大学論集 経済学 /141, 111-160 1999（大学・研究所等紀要））
- 資料アメリカ貨幣=信用制度改革に関する資料紹介(10)（東北学院大学論集 経済学 /142, 97-152 1999（大学・研究所等紀要））
- 資料アメリカ貨幣=信用制度改革に関する資料紹介(11)（東北学院大学論集 経済学 /143, 231-285 2000（大学・研究所等紀要））

| スタブアイコン | サブスタブ | この項目は、まだ閲覧者の調べものの参照としては役立たない、人物に関連した書きかけの項目です。この項目を加筆・訂正などしてくださる協力者を求めています（P:人物伝/PJ:人物伝）。 |